# Белотинско езеро
Белотинското езеро (на гръцки: Λίμνη Λευκογείων) е язовир в Южна Македония, Гърция.

## Местоположение
Езерото е разположено на река Пикла (Милоревма), източно от драмското село Белотинци (Левкогия) и на 8 km от демовия център Зърнево (Като Неврокопи). Язовирната стена е построена в 1994 година и е насип с дължина 320 m. Водният обем е 13 000 000 km3, а площта на язовира около 900 декара. На северните брегове се създават красиви влажни зони, а особеност на Белотинското езеро са малките фиорди и насечената морфология на брега.